# بخش تولم
بخش تولم یکی از بخش‌های شهرستان صومعه‌سرا در استان گیلان در شمال ایران است. این بخش در تقسیمات رسمی کشور با نام تولمات شناخته می شود.

## جمعیت
بر اساس سر شماری نفس و مسکن سال ۱۳۸۵، این بخش ۲۹،۳۵۵ نفر (۸،۱۳۱ خانوار) جمعیت داشت.

## تقسیمات کشوری
- بخش تولم
  - دهستان تولم
  - دهستان هندخاله
- شهر: تولم‌شهر (مرجقل)

## نگارخانه

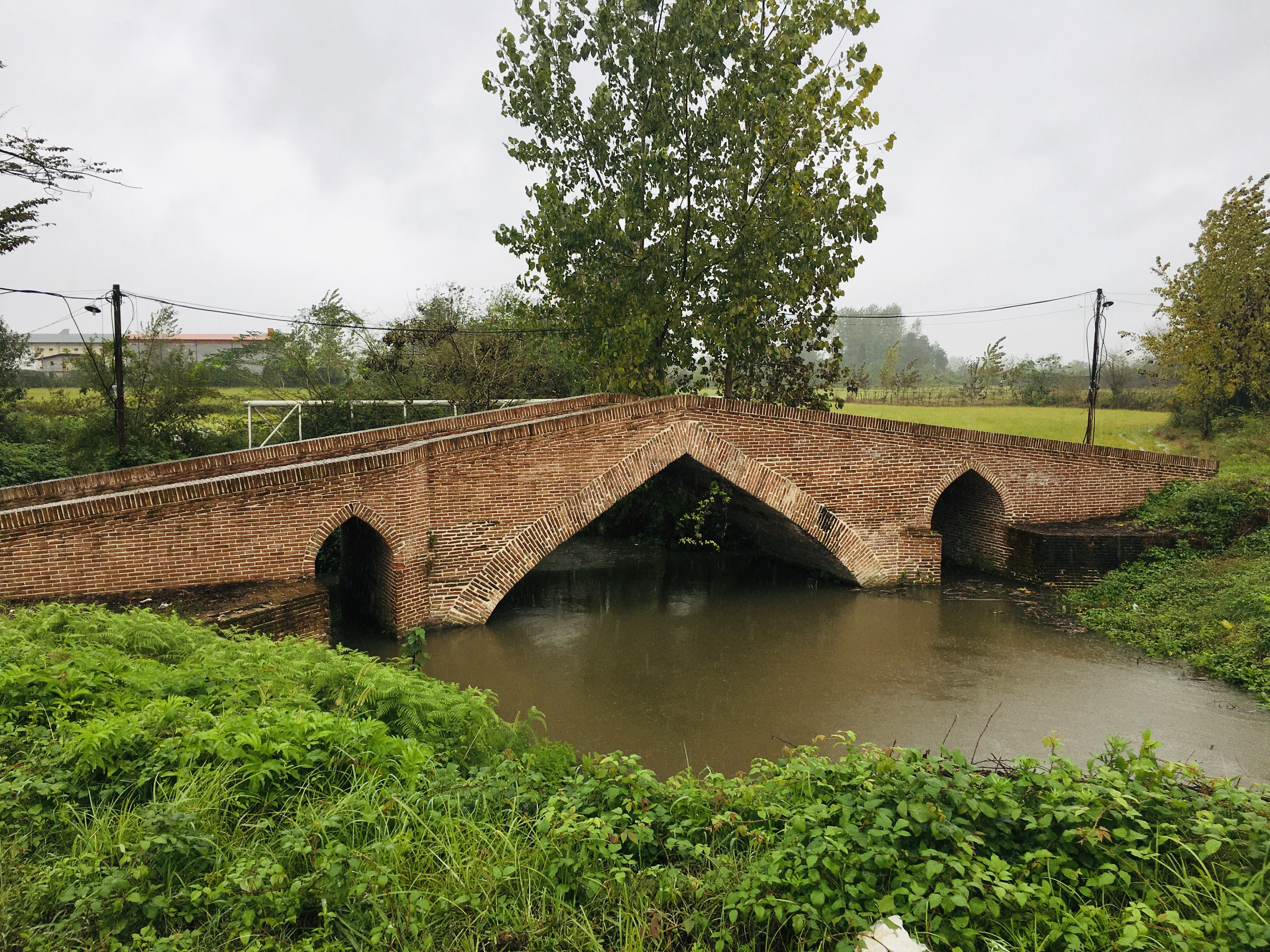
پل خشتی گوراب تولم (قدمت: دوره قاجاریه)
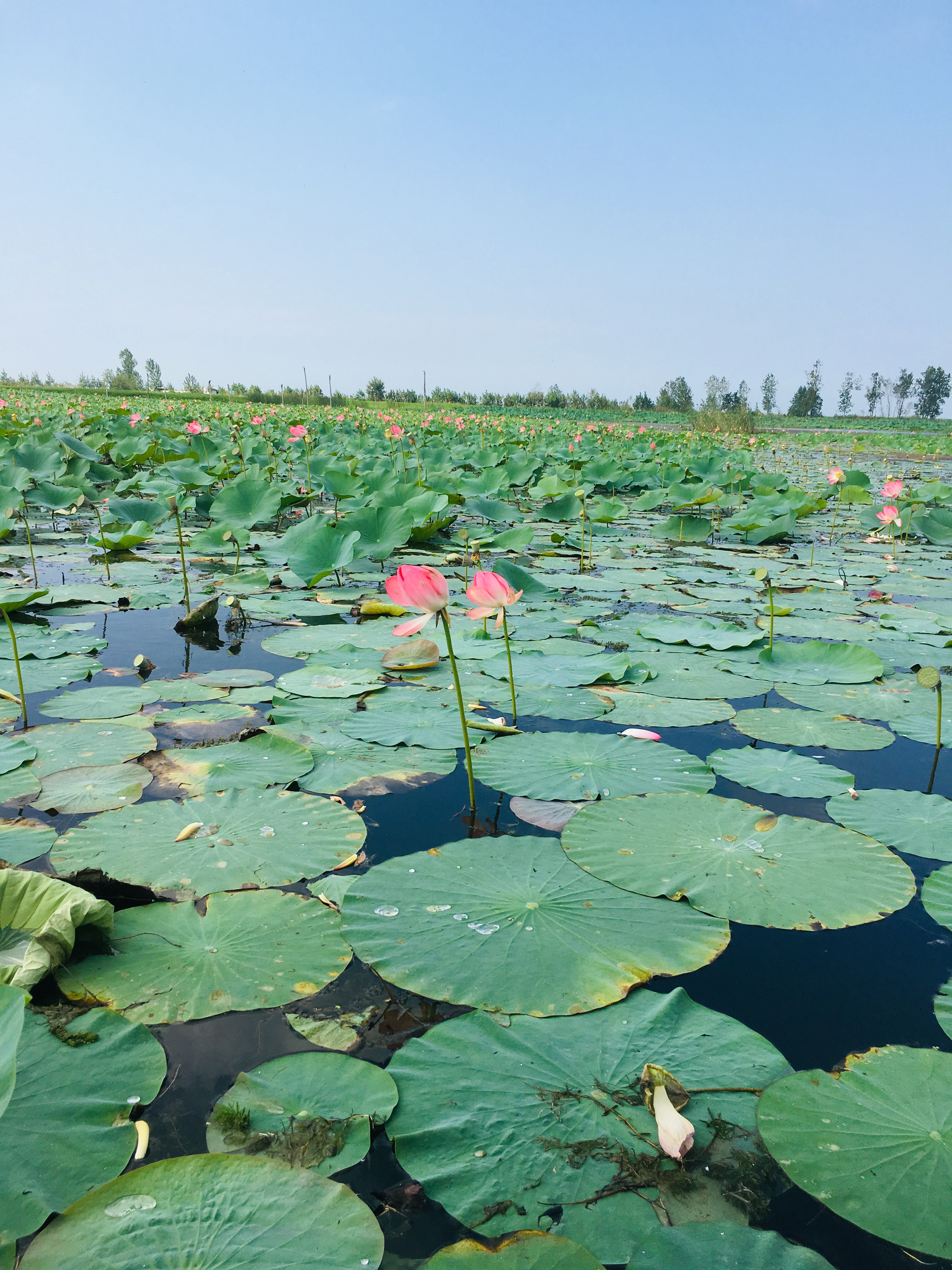
پناهگاه حیات وحش سلکه واقع در روستای صوفیانده دهستان هندخاله بخش تولمات
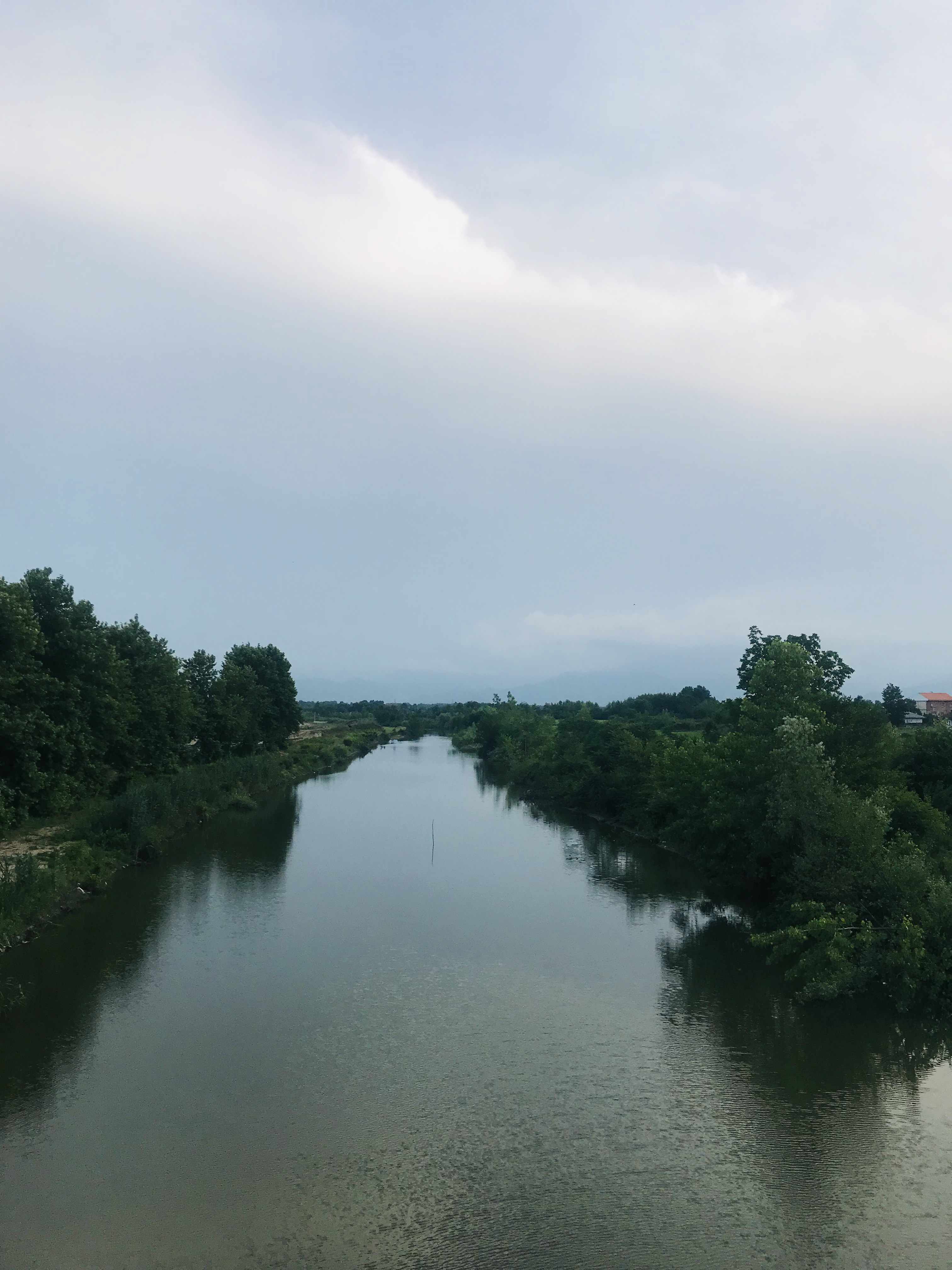
رودخانه کیش روبار واقع در شهر مرجقل(تولم شهر) تنها شهر در بخش تولم